# Antoine-Guillaume Rampon
Pour les articles homonymes, voir Rampon.
Antoine-Guillaume Rampon, né le 16 mars 1759 à Saint-Fortunat-sur-Eyrieux, arrondissement de Privas Ardèche, mort le 2 mars 1842 à Paris, est un général français de la Révolution et de l’Empire.

## Biographie
Il s’engage au régiment de Médoc le 14 mai 1775, il a alors 16 ans. En 1789, il devient sergent-major puis sous-lieutenant en 1792. En 1792, il sert à l'armée du Midi commandée par le général Jacques Bernard d'Anselme puis passe de 1793 à 1795, à l'armée des Pyrénées-Orientales où il participe à la guerre du Roussillon. Capitaine en septembre 1793, il est nommé adjudant-général sur le champ de bataille de Villelongue le 7 décembre 1793, il est blessé sous le commandement de Jacques François Dugommier lors de la reprise de Collioure.
Devenu chef de brigade en mai 1794, il est à la tête de la 21e demi-brigade de première formation et se distingue le 11 avril 1796 à la redoute de Monte-Legino près de Montenotte, en arrêtant, avec deux bataillons, les troupes austro-sardes commandées par le général Eugène-Guillaume Argenteau. Il est nommé, le même jour, général de brigade provisoire par Bonaparte. Le lendemain, avec l'aide du général Laharpe, il bat de nouveau le général Argenteau à Montenotte. Le 24 avril 1796, il est confirmé dans son grade et on le trouve à la tête de ses troupes aux batailles de Millesimo, de Dego, de Lonato, d'Arcole, de Rivoli et à La Favorite.

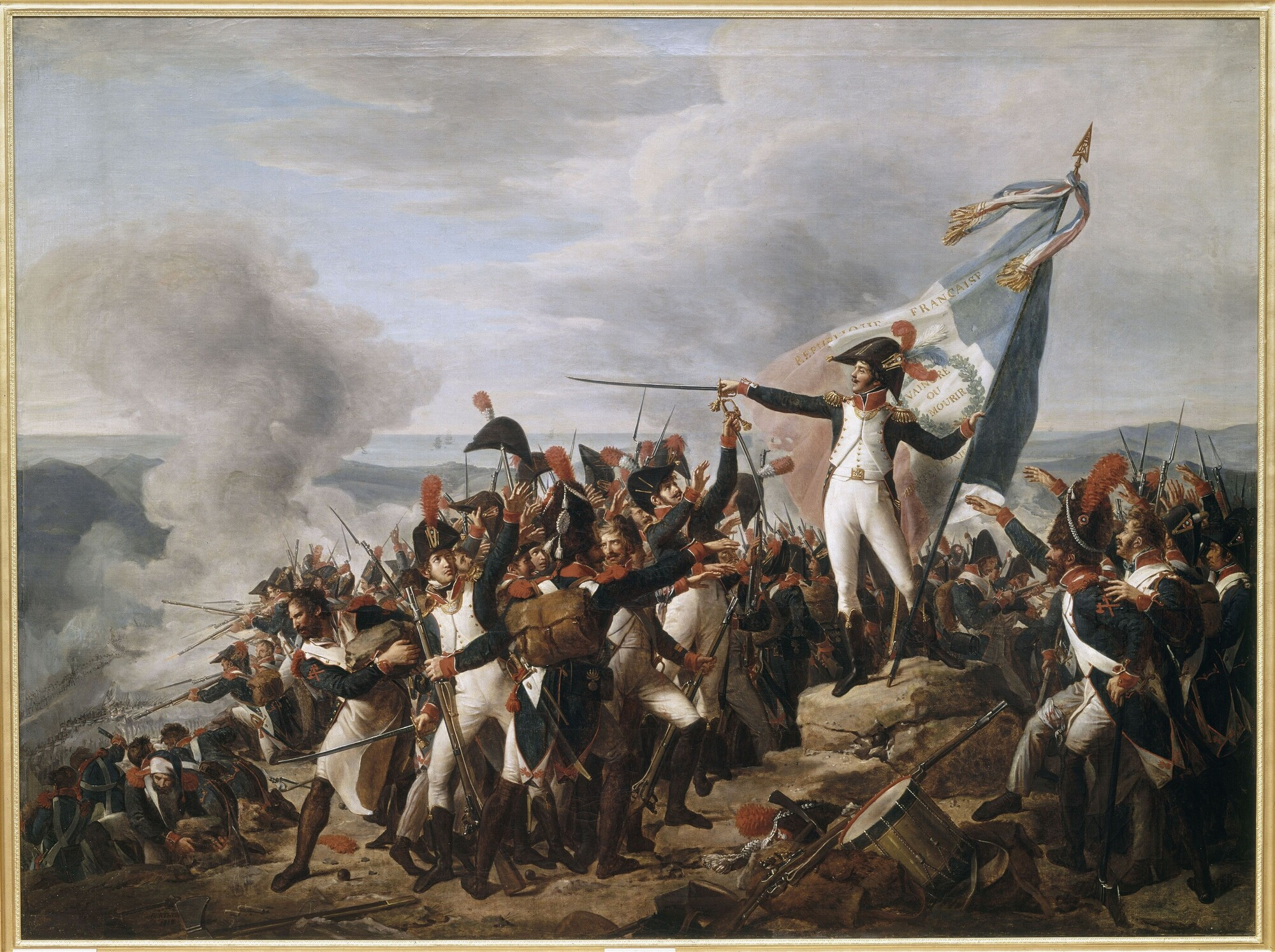
Le chef de brigade Rampon défend la redoute de Monte-Legino contre les austro-sardes, près de Montenotte le 10 avril 1796, René Théodore Berthon (1776-1859), 1812, châteaux de Versailles et de Trianon.

Il fait partie de l'expédition d’Égypte puis de celle de Syrie et se distingue lors de la bataille des Pyramides, la prise de Gaza, le siège de Jaffa, la bataille du Mont-Thabor et le siège de Saint-Jean-d'Acre. Revenu en Égypte, il se distingue lors de l'attaque du fort d'Aboukir. Le 25 janvier 1800, il est nommé provisoirement général de division par le général Kléber, promotion qui est confirmée le 6 septembre suivant. On retrouve ensuite le général Rampon aux batailles d'Héliopolis, de Canope et au siège d'Alexandrie. En décembre 1800, il est nommé sénateur et est de retour en France en août 1801. 
En 1802, il épouse Marie-Louise Élisabeth Riffard de Saint-Martin. En 1806, il est titulaire de la Sénatorerie de Rouen.
Le 26 avril 1808, il devient comte d'Empire puis, à partir de 1811, il organise les Gardes nationales chargées de la défense de la France sur la frontière pyrénéenne. Le 10 avril 1811, il procède à l'installation de la Cour impériale au palais de justice de Rouen. On retrouve, le 15 avril 1813, Antoine-Guillaume Rampon à Anvers où il est chargé d'organiser les gardes nationales du département des Deux-Nèthes. Il est ensuite chargé de la défense de Gorcum qui capitulera après un siège de 4 mois (novembre 1813- février 1814).
Lors des Cent-Jours, il se rallie à l'Empereur et, sous les ordres du général Valence, défend Paris entre la Seine et Bicêtre. 
Il meurt dans le ancien 1er arrondissement de Paris le 2 mars 1842.
- Les papiers personnels du général Rampon sont conservés aux Archives nationales sous la cote 139AP[5].

### Descendance
En 1802, il épouse Marie-Louise Élisabeth Riffard de Saint-Martin avec laquelle il a plusieurs enfants :
- Joseph Jérôme Achille (1804 - 1832),
- Joachim Achille (1805 - 1883) qui deviendra député puis sénateur de l'Ardèche,
- Zénaïde Joséphine Élisabeth (1806 - 1827) qui épousera Victor Amand baron Thierry de Ville d'Avray,
- Hiéronime Delphine (1808 - 1817),
- André Guillaume Auguste (1810 - avant 1842),
- Jules Antoine Henri (1813 - 1832).

### Distinctions

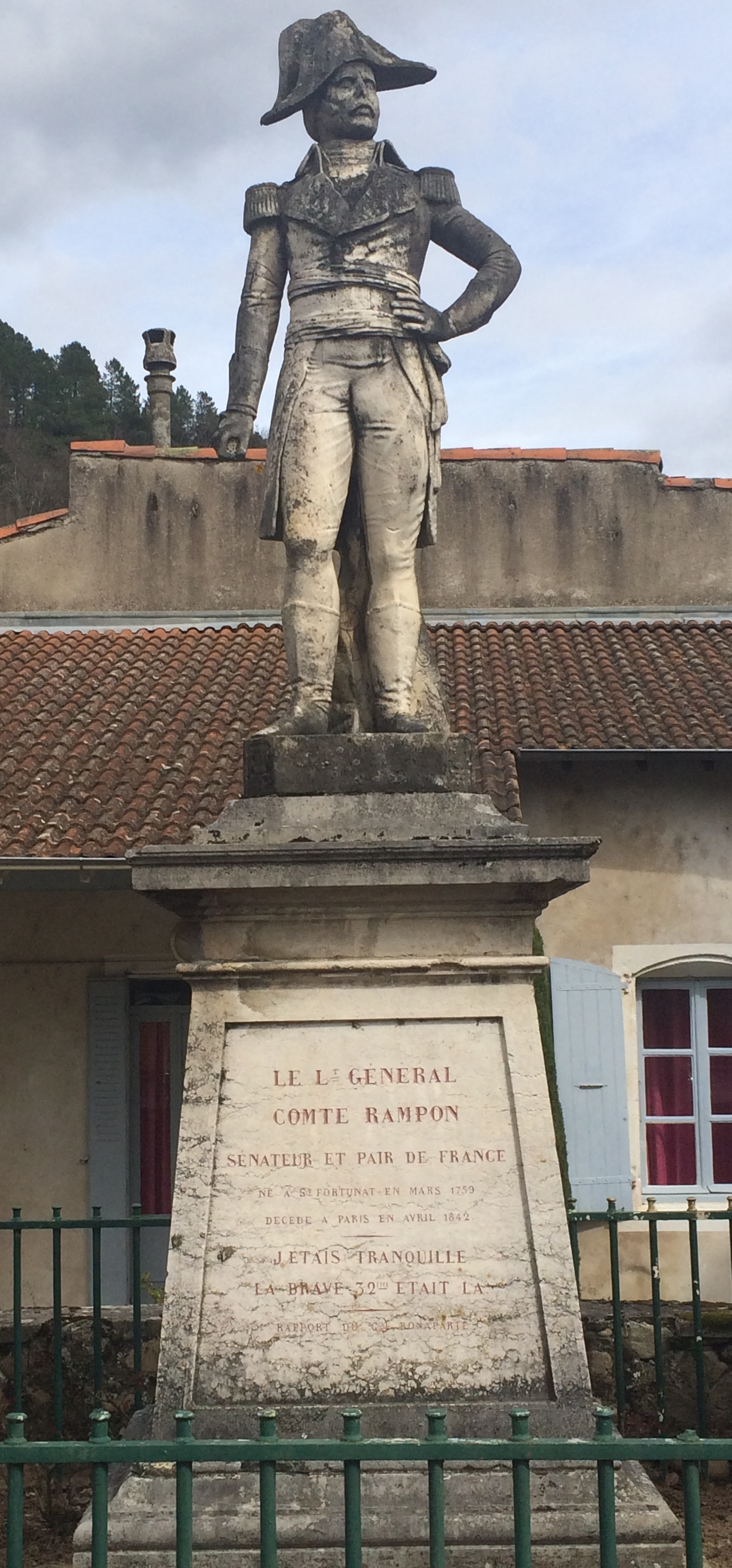
Statue du général Rampon à Saint-Fortunat-sur-Eyrieux.

- Il fait partie des 660 personnalités à avoir son nom gravé sous l'Arc de triomphe de l'Étoile. Il apparaît sur la 24e colonne (l’Arc indique RAMPON).
- Grand-croix de l'ordre royal de la Légion d'honneur : 22 mai 1825[6] (chevalier en 1803, grand officier en 1804).
- Commandeur de l'ordre de la couronne de fer : 26 février 1806.
- Grand cordon de l'ordre de l'Union : 1809.
- Chevalier de l'ordre royal et militaire de Saint-Louis

## Hommages et postérité
- Paris, rue Rampon dans 11e arrondissement
- Saint-Fortunat-sur-Eyrieux, rue et statue du général Rampon
- Lamastre, place Rampon
- Tournon-sur-Rhône, haut relief représentant le général Rampon
- Privas, la gendarmerie loge à la Caserne Général Rampon

### Iconographie
- Au Salon de 1833, Couder exposa un tableau : Le général Rampon, au siège de Saint-Jean-d'Acre. Cette œuvre fut commentée par Auguste Jal dans Les Causeries du Louvre, page 153 : (il fait parler des visiteurs) :
- «-Quel est ce général républicain de l'armée d'Égypte ? 
  - Le général Rampon au siège de Saint-Jean-d'Acre, par M. Couder.
  - La tête est un peu commune et d'une faible exécution ; le reste n'est pas mal».

## Source
- « Antoine-Guillaume Rampon », dans Charles Mullié, Biographie des célébrités militaires des armées de terre et de mer de 1789 à 1850, 1852 [détail de l’édition] ;
- « Antoine-Guillaume Rampon », dans Adolphe Robert et Gaston Cougny, Dictionnaire des parlementaires français, Edgar Bourloton, 1889-1891 [détail de l’édition] ;
- Service historique de la Défense – Fort de Vincennes – Dossier S.H.A.T. Cote : S.H.A.T.: 7 Yd 357.